# Хаусман, Альфред Эдвард

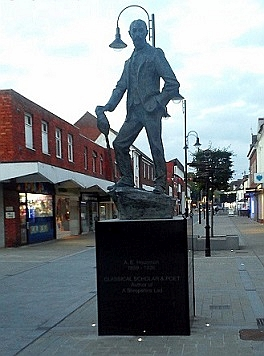

А́льфред Э́двард Ха́усман (англ. Alfred Edward Housman; 26 марта 1859 года, Бромсгроув, Вустершир, Англия — 30 апреля 1936 года, Кембридж, Англия) — филолог-классик, один из самых популярных поэтов-эдвардианцев, автор стихотворного сборника «Шропширский парень» (1896), получившего широкую известность в годы Первой мировой войны.

## Биография
Родился 26 марта 1859 года в деревне Фокбери на окраине города Бромсгроув в Вустершире в семье Эдварда и Сары Джейн Хаусманов. Окончив школу Бромсгроув, в которой он получил серьёзную основу для академического образования и множество наград за поэтические опыты, Альфред Эдвард Хаусман поступил в Сент-Джонс колледж (Оксфорд), где изучал антиковедение.
Хаусман считал себя в первую очередь латинистом, вёл уединённый образ жизни, держался особняком от других литераторов. С 1911 года преподавал латынь в Кембридже и более 30 лет работал над комментариями к изданию сочинений Марка Манилия. Ещё во время учёбы в Оксфорде безответная влюблённость в сокурсника предопределила его пессимистический взгляд на жизнь.
Современники отмечали необычайную сухость его научного стиля и жёлчность в отношениях со студентами и коллегами. Женщин-студенток он часто доводил до слёз, в частности тем, что никогда не запоминал их имён. Научную недобросовестность коллег и недостаток прилежания Хаусман клеймил порой не стесняясь в выражениях. Например, в статье «Приложение мысли к критике текста»  (1921) он писал: «Учёный, посвятивший себя критическому анализу текста, совсем не Ньютон, исследующий движение планет. Он скорее сродни собаке, выискивающей у себя блох». Он открыто называл многих учёных современников глупцами, лентяями и зазнайками, иногда применяя все три определения разом: «Хорошо когда есть знания, хорошо когда есть методика, но прежде всего вам необходимо чтобы у вас была голова а не тыква на плечах, а в голове мозги, а не пудинг».
«Шропширский парень» — сборник чеканных стихов с парнасским отливом, вдохновлённых чтением Вордсворта и Гейне. Хаусман отстранён от того, что воспевает, с горечью озирая окружающий мир из «башни слоновой кости». Его лирический герой — простой работяга из Шропшира (края, где сам поэт во время создания сборника ещё ни разу не был).
Поэт опубликовал книгу «Шропширский парень» небольшим тиражом на собственные деньги. Прошло почти 20 лет, прежде чем пессимистический настрой книги был разделён широкой публикой, а некоторые строчки стали хрестоматийными. Следующий стихотворный сборник Хаусмана — «Последние стихи» (1922) — также имел большой успех.
В. В. Набоков был высокого мнения об эссе Хаусмана «Имя и природа поэзии» (1933) и не раз упоминал его имя в своих англоязычных романах.
Об А. Э. Хаусмане написал свою пьесу «Изобретение любви» Том Стоппард.